# Psyllaephagus cincticrus
Psyllaephagus cincticrus is een vliesvleugelig insect uit de familie Encyrtidae. De wetenschappelijke naam is voor het eerst geldig gepubliceerd in 1981 door Prinsloo.